# Radicolopatia
La radicolopatia o neuropatia radicolare è una patologia del sistema nervoso periferico (neuropatia) che colpisce la radice di un nervo spinale, solitamente a causa di sindrome da compressione nervosa di varia eziologia (la più comune è l'ernia del disco o comunque una discopatia), o di un'infiammazione da altre cause (come un'alta viremia di VZV Varicella Zoster Virus o herpes zoster, le poliradicolonevriti come sindrome di Guillain-Barré, la neuropatia motoria multifocale e la malattia di Lyme).

## Eziologia e fisiopatologia

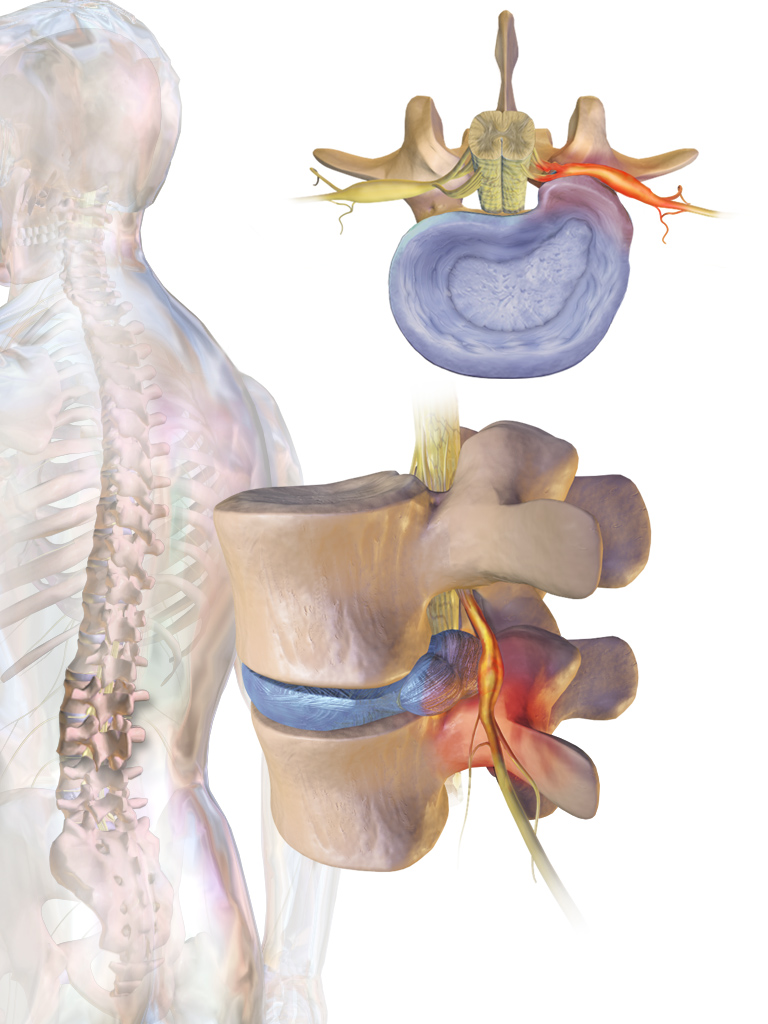
Illustrazione della radicolopatia compressiva (pinched nerve syndrome)

La radicolopatia è solitamente una compressione meccanica o infiammazione di una radice nervosa spinale all'uscita dal forame vertebrale o da un recesso laterale. Può essere derivata da:
- malattie degenerative del disco intervebrale (es. ernia del disco, protrusione o rottura, discopatia degenerativa multipla)
- osteoartrosi spondilosica (es. spondiloartrosi, cervicale o lombare)
- artrite (es. spondilite anchilosante)
- traumi della colonna vertebrale
- degenerazione o ipertrofia delle faccette articolari lombari o cervicali
- ipertrofia legamentosa
- spondilolistesi, o una combinazione di tutti questi fattori

Altre cause rare di radicolopatia possono includere radiazioni, diabete mellito, poliradicolonevrite acuta demielinizzante e autoimmune (e forme croniche come la neuropatia motoria multifocale, con blocchi di conduzione in questo caso situati alla radice nervosa), malattia neoplastica o qualsiasi processo di malattia che coinvolga le meningi spinali. La meningite di Lyme di secondo stadio assomiglia alla meningite asettica e spesso è associata a radicolopatie infiammatorie.
I danni sono, in ordine di frequenza, alle sole fibre sensitive (più comune), alle fibre sensitive e motorie assieme, oppure solo alle fibre motorie (più raro). Se la compressione radicolare è importante, risulta una perdita assonale, che si presenta anche con attività spontanea da denervazione (fibrillazione, la quale può trovarsi, se occasionale, anche in individui sani).
Nelle radicolopatie acute la fibrillazione (come le simili manifestazioni della fascicolazione e miochimia) compare solo 2 o 3 settimane dopo e può divenire più sporadica col passare del tempo. Nelle forme croniche o acute divenute cronicizzate può anche non trovarsi la fibrillazione costante, mentre, in fase diagnostica, i potenziali di unità motoria (PUM) aumentati indicano la degenerazione walleriana assonale a cui segue la rigenerazione (reinnervazione totale, o parziale se la causa non è rimossa o se le membrane delle cellule di Schwann sono state danneggiate), quindi la sofferenza cronica del nervo stabilizzata e solitamente non progressiva.

## Diagnosi
La radicolopatia è una diagnosi comunemente fatta dai medici specialisti in ortopedia, fisiatria e neurologia. La diagnosi può essere suggerita da sintomi di dolore, intorpidimento e debolezza in un modello coerente con la distribuzione di una particolare radice del nervo. Può anche essere presente dolore al collo o dolore alla schiena.

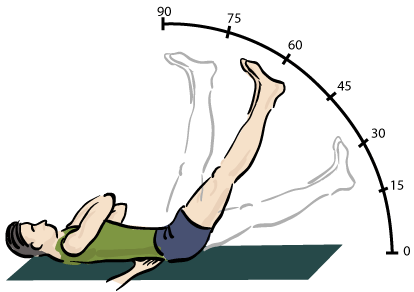
Segno di Lasègue o test dell'alzamento della gamba.

L'esame fisico può rivelare deficit motori e sensoriali nella distribuzione di una radice nervosa. Nel caso della radicolopatia cervicale, il test di Spurling può suscitare o riprodurre sintomi che irradiano al braccio. Nel caso della radicolopatia lombosacrale, una manovra di sollevamento della gamba diritta (segno di Lasègue) può esacerbare i sintomi radicolopatici, così come il segno di Wasserman. I riflessi tendinei profondi (noti anche come riflessi stretti) possono essere ridotti o assenti nelle aree innervate da una particolare radice nervosa.
Per ulteriore studio, l'American College of Radiology raccomanda che la radiografia proiettiva sia lo studio iniziale più appropriato in tutti i pazienti con dolore cronico del collo. Due test diagnostici aggiuntivi che possono essere d'uso sono le immagini della risonanza magnetica e i test elettrodiagnostici. La risonanza magnetica nucleare (MRI-MRN) della parte della colonna vertebrale in cui si sospetta la radicolopatia può rivelare prove di cambiamento degenerativo, malattia artritica o altra lesione esplicativa responsabile dei sintomi del paziente. Il test elettrodiagnostico, composto da elettroneurografia (studio fisiologico della velocità di conduzione nervosa) e EMG (elettromiografia), è anche un potente strumento diagnostico che può evidenziare lesioni alla radice del nervo in aree sospette.
I parametri elettrofisiologici sono solitamente nella norma, specialmente la velocità di conduzione e la risposta ai riflessi dell'onda H e dell'onda F (comunque non specifici). Negli studi sulla conduzione del nervo, si può osservare lo schema del potenziale d'azione muscolare e del potenziale d'azione del nervo sensoriale normale in quanto la lesione è prossimale al ganglio radicale posteriore. La conduzione nervosa motoria e sensitiva periferica risulta perciò sempre normale o solo leggermente difforme, a differenza delle neuropatie classiche. Un'alterazione del potenziale d'azione motoria può evidenziarsi solo in caso di grave danno all'assone.
L'elettromiografia ad ago è la parte più significativa; può rivelare:
- in caso di radicolopatia acuta, atrofia muscolare da denervazione nella distribuzione della radice nervosa coinvolta, con fibrillazioni spontanee numerose, latenza e ampiezza dei potenziali di azione motorio-sensitivi dei nervi leggermente diminuiti, alterazioni dei potenziali delle unità motorie muscolari[4]
- nelle radicolopatie croniche, segni di sofferenza muscolare neurogena pregangliare delle unità motorie muscolari volontarie, con i potenziali di unità motoria (PUM) che risultano aumentati durante l'attivazione (questo distingue l'origine neurogena e non miogena dell'affezione); a volte il tracciato massimale è di tipo interferenza (ossia non si distinguono più i singoli PUM) e leggermente diminuito, anche se non in maniera consistente come nelle miopatie (ciò è indicante il ridotto reclutamento delle unità motorie a causa di perdita di fibre muscolari, e il rimaneggiamento del tessuto[5]), mentre i potenziali d'azione nervosa sono solitamente normali.[4]

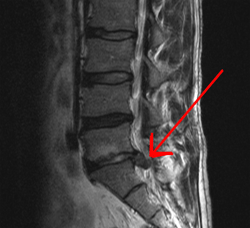
Ernia del disco in zona lombosacrale, visibile con RMN, che preme sulle radici L5-S1 provocando radicolopatia e parziale stenosi spinale.

Per quanto riguarda la diagnosi differenziale, nelle radicolopatie acute vi è corrispondenza radicolare tra i muscoli con anomalie e le radici spinali, mentre nelle malattie specifiche del II motoneurone o che coinvolgono il motoneurone anche indirettamente (tra le prime sclerosi laterale amiotrofica e atrofia muscolare spinale, tra le seconde poliomielite e sclerosi multipla, ecc.) la denervazione è diffusa in unità motorie diverse e senza preciso ordine corrispondente già all'esordio.
Tuttavia vi sono casi di radicolopatie contemporanee separate (poliradicolopatia) con coinvolgimento di più radici nervose. I potenziali di fibrillazione risultano invece più costanti nelle radicolopatie acute, anche se ugualmente rapidi o lenti, rispetto alle malattie del motoneurone. Sono rilevabili fascicolazioni in entrambi i casi. Le malattie del motoneurone hanno anche progressione rapida e quindi non sono confondibili con la radicolopatia ormai cronica. Inoltre in esse il tracciato massimale non è di interferenza.
Altre malattie oggetto di diagnosi differenziale sono le neuropatie ereditarie radicolari e la neuropatia ereditaria con predisposizione alle paralisi da pressione.

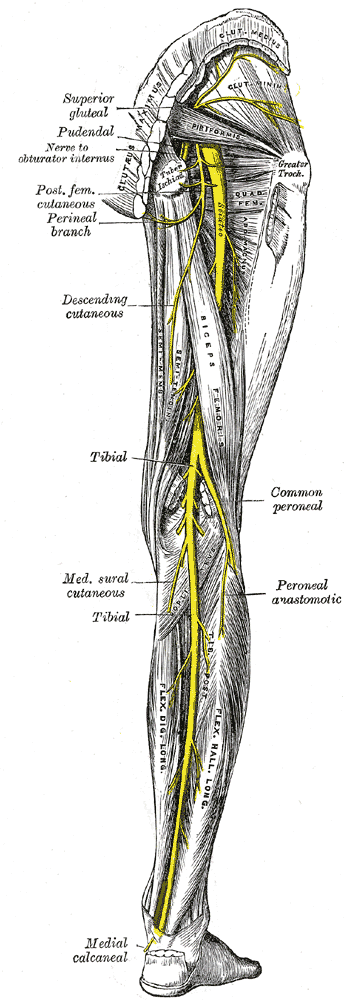
Il nervo ischiatico, formato da fibre provenienti da tutti i nervi del plesso lombosacrale (L4, L5, S1, S2, S3, da cui esce anche il nervo gluteo superiore), si dirama nei nervi peroneo, surale e tibiale, che innervano i muscoli degli arti inferiori come:
- il quadricipite
- il retto femorale
- il gastrocnemio
- il tibiale anteriore-posteriore
- i muscoli del piede (es. estensore lungo delle dita, estensore breve dell'alluce...).
Essi possono essere soggetti a radicolopatia lombare e sacrale con sciatica.

Dato il ruolo fondamentale dei test elettrodiagnostici nella diagnosi delle radicolopatie acute e croniche, l'Associazione Americana di Medicina Neuromuscolare e Elettrodinamica ha pubblicato delle linee guida pratiche basate sulle prove, per la diagnosi delle radicolopatie cervicali e lombosacrali.

## Sintomatologia
I sintomi e i segni clinici di una radicolopatia si manifestano sia nella zona di origine, sia lungo il nervo sia nella zona muscolare e cutanea corrispondente (dermatomero); essi sono dolore, soprattutto in fase acuta, spesso violento, aggravato dai movimenti della colonna vertebrale dovuto all'infiammazione o alla compressione irritativa (radicolite, come ad esempio la sciatalgia causata da radicolopatia del nervo ischiatico che parte dal plesso lombosacrale), iperestesia, parestesia, disestesia e ipoestesia nelle zone innervate interessate, deficit motori, ipostenia, piede cadente, ipotonia muscolare, nevrite, calo muscolare (ipotrofia, raramente atrofia muscolare, sia da denervazione che da disuso), crampi, fascicolazioni;
in certi casi mioclono, spasmo, tremore cinetico posturale e diminuzione - fino all'abolizione - dei riflessi (areflessia), oppure all'iperreflessia degli arti inferiori.
Nella maggioranza dei casi, prevale il dolore con altri sintomi sensitivi, in altri casi dolore con alcuni sintomi motori lievi; in una minoranza di radicolopatie è prevalente la sintomatologia motoria (ipostenia, faticabilità), astenia, con il dolore da stanchezza muscolare, e i sintomi dolorosi e sensitivi classici presenti in maniera minore.

### Radicolopatia con stenosi e radicolopatia multipla
I sintomi sono più gravi in caso di comorbilità con mielopatia cervicale derivata da stenosi spinale, di più radicolopatie diffuse lungo la colonna, compressione importante del sacco durale.

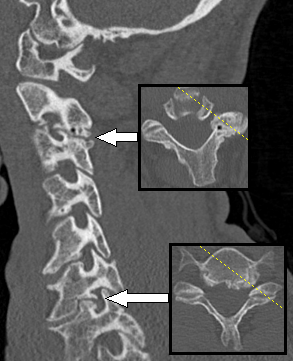
Radicolopatia multipla spondilosica

Cause di radicolopatia multipla colonnare: ernia discale, protrusione, discopatie, spondilolistesi degenerativa, artropatie, spondilosi con presenza di osteofiti, artrite, traumi, fratture.

#### Radicolopatia grave lombare
La poliradicolopatia da grave compressione, o danni diffusi, nella zona lombosacrale è detta sindrome della cauda equina e presenta almeno buona parte dei seguenti disturbi: forte debolezza degli arti inferiori fino alla paraplegia, atrofia muscolare, inizialmente ritenzione urinaria (nel 50-70% dei pazienti alla presentazione) che evolve poi in vescica neurogena con incontinenza urinaria, incontinenza fecale, disfunzione erettile nell'uomo, anestesia a sella (a livello del perineo e in regione perianale), dolore e assenza bilaterale del riflesso patellare.

## Terapia
Cambia a seconda della gravità; per il dolore può bastare del semplice riposo con applicazione di ghiaccio nelle zone interessate oppure possono essere necessari degli analgesici e iniezioni di steroidi, se il dolore è troppo forte da sopportare. Infine, per i casi più gravi, è previsto l'intervento chirurgico.
Una compressione radicolare recente è reversibile, se rimossa la causa; se la compressione è cronicizzata la rimozione della causa non può garantire il recupero. La terapia chirurgica è indicata nel primo caso, mentre nei casi con sofferenza cronica si sceglie il trattamento conservativo, come fisioterapia, elettroterapia, mesoterapia, ozonoterapia, rinforzo dei muscoli e supporti di sostegno. In caso di sindrome della cauda equina il trattamento chirurgico è sempre invece considerato.